# Avro Lincoln
Avro Typ 694, více známý jako Avro Lincoln, byl britský čtyřmotorový těžký bombardér, který poprvé vzlétl 9. června 1944. Byl vyvinut z letounu Avro Lancaster. První letouny Lincoln také byly známy jako Lancaster IV a V, ale později byly přejmenovány na Lincoln I a II. Byl posledním bombardérem s pístovými motory používaným britským královským letectvem (Royal Air Force).
Lincoln vstoupil do operační služby v srpnu 1945, příliš pozdě aby zasáhl do akcí druhé světové války. Byl přidělen k jednotkám „Tiger Force“, což byly jednotky těžkých bombardérů ze zemí Britského společenství, se kterými se počítalo, že se zúčastní spojeneckých operací proti japonským ostrovům. Avšak bombardéry Lincoln se zúčastnily v 50. letech akcí RAF proti povstalcům Mau Mau v Keni a akcí RAF a RAAF proti komunistickým povstalcům v Malajsii.
Bylo postaveno celkem 604 Lincolnů. Tento typ letounu rovněž vykonal významnou službu pro Australské královské letectvo (RAAF), Argentinské vojenské letectvo (Fuerza Aérea Argentina) a pro některé civilní společnosti.

## Konstrukce a vývoj
Avro Lincoln postavil za základě letounu Avro Lancaster konstruktér Roy Chadwick, aby splnil specifikace britského ministerstva letectví B.14/43. Měl větší rozpětí křídel, dvoustupňově přeplňované motory Rolls-Royce Merlin 85, větší palivové nádrže a vyšší nosnost bomb. Výsledkem bylo, že Lincoln měl větší dostup a delší dolet než letoun Lancaster.
Prototyp Lancaster IV (Lincoln I) byl postaven oddělením zkušebních letů společnosti Avro na letišti Ringway v Manchesteru a odtud i odstartoval ke svému prvnímu letu 9. června 1944.
Lancaster V (Lincoln II) se odlišoval hlavně tím, že byl osazen motory Rolls-Royce Merlin 68A.
Předtím, než byl dokončen vývoj Lincolnu, australská vláda plánovala, že státní výrobce letadel Department of Aircraft Production (DAP), později známý jako Government Aircraft Factory (GAF), by mohl vyrábět Lancastery Mk III. Místo toho se začal vyrábět v letech 1946 až 1949 Lincoln I přejmenovaný na Mk 30 a stal se největším letadlem, které kdy bylo vyráběno v Austrálii. Bylo objednáno 85 Lincolnů Mk 30 pro RAAF (které je označilo jako typ A-73), ale bylo jich postaveno jen 73.
Prvních pět vyrobených australských letounů (A73–1 až A73–5), bylo smontováno ze součástek vyrobených ve Velké Británii. A73-1 vykonal svůj první let 17. března 1946 a první čistě v Austrálii vyrobený Lincoln A73-6 byl dodán v listopadu 1946.
Lincoln Mk 30 byl zpočátku vybavený čtyřmi motory Merlin 85, ale později začal být vybavován kombinací dvou vnějších motorů Merlin 66 a dvou vnitřních motorů Merlin 85. Později, ve variantě Lincoln Mk 30A, byl vybavován čtyřmi motory Merlin 102.
RAAF v 50. letech podstatně modifikovalo několik letounů Mk 30 pro protiponorkovou válku a přeznačilo je na Mk 31. Tyto letouny měly o 1.98 m delší příď pro akustický detektor ponorek a jeho obsluhu, větší palivové nádrže, aby vydržely 13hodinový let a pumovnici upravenou pro torpéda. Pro Mk 31 bylo obzvláště obtížné přistávat v noci, protože jako bombardér používající zadní ostruhové kolečko v kombinaci s dlouhou přídí znemožňoval pilotovi výhled na dráhu. Takto bylo přestavěno v roce 1952 18 letounů a dostaly i nová sériová čísla.

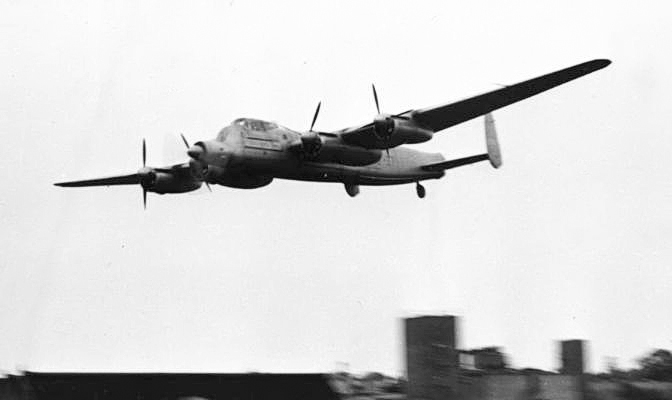
Avro Lincoln G-37-1 na Farnborough SBAC Show v roce 1956, létající s na nose namontovaným motorem Rolls-Royce Tyne

Z letounu Lincoln bylo vyvinuto námořní hlídkové letadlo Avro Shackleton a letoun Avro Tudor, který používal křídlo z letounu Lincoln v kombinaci s novým přetlakovým trupem.

## Historie operačního nasazení

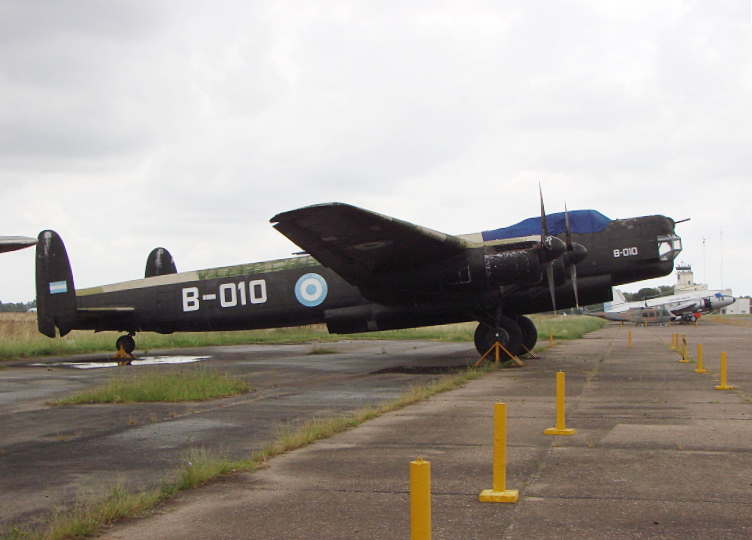
Avro Lincon II B-010 vystavený v Národním muzeu letectví v Buenos Aires, Argentina.

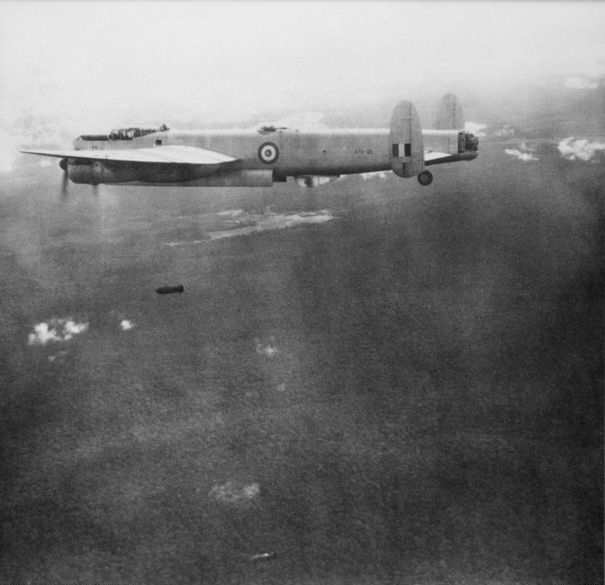
RAAF Lincoln bombarduje pumami o hmotnosti 500 lb komunistické cíle v Malajsii v roce 1950

75. (novozélandská) peruť Royal Air Force začala přezbrojovat na letouny Lincoln na základně RAF Spilsby během srpna 1945. Avšak do kapitulace Japonska 75. peruť obdržela jen tři letouny Lincoln.
Jeden letoun Lincoln B Mk XV byl také postaven v Kanadě společností Victory Aircraft, kde měly být stavěny letouny pro RCAF. Po skončení nepřátelských akcí však byl program zrušen. Spolu s dvěma dalšími letouny (Mk I a Mk II) zapůjčenými od RAF, byl po válce zkoušen u RCAF.
Po válce bylo mnoho perutí Royal Air Force vybaveno letouny Lincoln. Téměř 600 vyrobených Lincolnů sloužilo u 29 perutí RAF, většinou na základnách ve Spojeném království. Časem byly částečně nahrazeny 88 letouny Boeing Washington, půjčenými od USAF, které měly větší dolet a mohly zasáhnout cíle za Železnou oponou.
Od konce roku 1946 v Austrálii vyrobené Lincolny postupně nahrazovaly u 82. křídla RAAF na základně RAAF Amberley letouny Consolidated Liberator u 12.,21. 23. perutě. V únoru 1948 byly tyto jednotky přečíslovány na 1., 2. a 6. peruť. Poslední peruť RAAF vybavená letouny Lincoln (10. peruť) byla zformována 17. března 1949 na základně RAAF Townsville jako průzkumná peruť.
Lincolny sloužily taktéž u Argentinského letectva (Fuerza Aérea Argentina) od roku 1947. Argentina získala 30 strojů (společně s 15 letouny Lancaster), což byla nejsilnější bombardovací síla v Jižní Americe.
Lincolny RAF byly použity v bojových akcích v 50. letech 20. století v Keni proti povstalcům Mau Mau, a letouny RAF a RAAF sloužící v Malajsii proti malajským povstalcům spojeným s Malajskou komunistickou stranou.
Argentinská letadla byla použita k bombardování povstalců během pokusu o vojenský puč v září 1951 a pak jak vládními jednotkami tak rebely v roce 1955 během převratu „Revolución Libertadora“. Lincolny byly rovněž nasazeny k zásobování argentinských misí v Antarktidě.
12. března 1953 byl během cvičného letu do Berlína Lincoln RAF (RF531 "C") sestřelen 32 km severovýchodně od Lüneburgu v Německu sovětskou stíhačkou MiG-15. Zahynulo sedm členů posádky.
V listopadu 1955 byly čtyři Lincolny 7. perutě RAF umístěny na Blízkém východě za účelem plnění povinností na britských územích. Z Bahrajnu prováděly hlídkování na hranicích v oblasti dnešních Spojených arabských emirátů. Když byla v prosinci 1955 7. peruť RAF rozpuštěna, čtyři odloučené letouny se staly 1426. letkou RAF pro fotografický průzkum. Později byly poslány do Adenu, kde sloužily v hlídkové službě až do Adenské krize.
Vzhledem k tomu, že časem se díky opotřebení staly Lincolny pro RAF nepoužitelné, byly nahrazeny v námořní hlídkové službě letouny Shackleton. Bombardovací velitelství začalo Lincolny nahrazovat od poloviny 50. let proudovými bombardéry, což bylo dokončeno v roce 1963. Posledních pět Lincolnů bylo ve službě u 151. perutě RAF, Signals Command na základně RAF Watton, Norfolk, které byly vyřazeny 12. března 1963.
RAAF vyřadilo Lincolny v roce 1961, zatímco Argentina pokračovala v jejich používání až do roku 1967.

## Použití při výzkumu proudových motorů
Lincolny byly často používány při testování nových proudových motorů. RF403, RE339/G a SX972 létaly s párem turbovrtulových motorů Armstrong Siddeley Python namontovaných místo dvou motorů Merlin, a byly používány i při testování tvaru jaderných zbraní „Blue Danube“ (pádové zkoušky). SX972 byl dále přestavěn na létání s dvěma turbovrtulovými motory Bristol Proteus. RA716/G podobně létal s dvojicí turbovrtulových motorů Bristol Theseus a později i s proudovými motory Rolls-Royce Avon místo dvojice turbovrtulových motorů.
RF533 zůstal osazen motory Merlin, ale měl i turbovrtulový motor Napier Naiad namontován na svém nose. Později létal, pod civilním označením "Class B" testovací registrace G-37-1, s podobně umístěným turbovrtulovým motorem Rolls-Royce Tyne, s kterým byl předveden v roce 1956 na přehlídce Společnosti britských leteckých konstruktérů (Society of British Aircraft Constructors/SBAC), kde vykonával nízké průlety jen se spuštěným motorem Rolls-Royce Tyne na svém nose s vypnutými čtyřmi motory Merlin.SX973 měl podobně na své přídi namontován turbovrtulový motor Napier Nomad. RA643 létal s proudovým motorem Bristol Phoebus v pumovnici a SX971 namontován proudový motor s přídavným spalováním Rolls-Royce Derwent.

## V komerční službě
Dva Lincolny II provozovala společnost D. Napier & Son Ltd. pro výzkum námrazy v letech 1948 až 1962. Dopravní verze Lincolnu II měla upravený nos, ocas a nákladní prostor byla známa jako Avro 695 Lincolnian.
Jeden nákladní Lincoln přestavěný společností Airflight Ltd byl používán při Berlínském leteckém mostu společností Surrey Flying Services Ltd.
Jeden argentinský Lincoln byl přestavěn na Lincolnian společností Avro v Langaru. Čtyři Lincolniany přestavěné Field Aircraft Services pro použití pro přepravce masa v Paraguayi nebyly nakonec dodány a byly sešrotovány.

## Varianty
Lincoln I

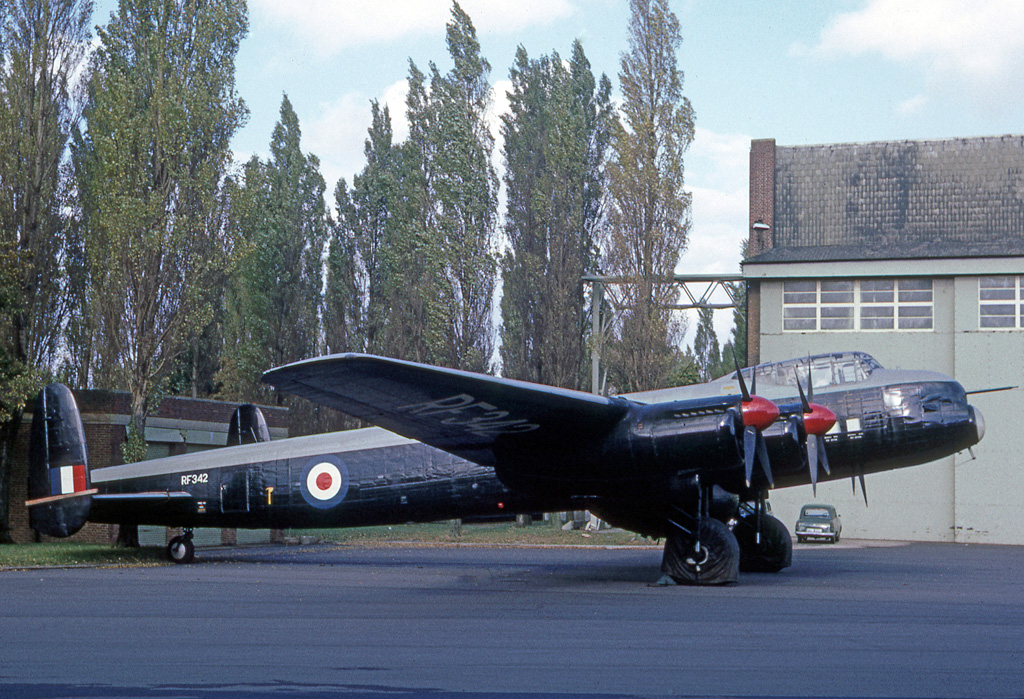
Avro 694 Lincoln B Mk.2 (RF342)

Dálková bombardovací verze pro RAF. Byla poháněna čtyřmi řadovými pístovými motory Rolls-Royce Merlin 85 o výkonu 1 305 kW (1 750 hp).
Lincoln II

Dálková bombardovací verze pro RAF. Byla poháněna čtyřmi řadovými pístovými motory Rolls-Royce Merlin 66, 68A a 300. Byly stavěny u společností Avro, Armstrong-Whitworth a Vickers-Metropolitan.
Lincoln III

Lincoln III byl plánován pro námořní průzkum a protiponorkovou válku. Později byl tento letoun znám jako Avro Shackleton.
Lincoln IV

Lincoln II přestavěný na motory Rolls-Royce Merlin 85.
Lincoln Mk 15 (B Mk XV)

Tímto označením bylo označeno jedno letadlo vyrobené u společnosti Victory Aircraft v Kanadě.
Lincoln Mk 30

Dálková bombardovací verze pro RAAF.
Lincoln Mk 30A

Dálková bombardovací verze pro RAAF, osazená delším nosem a motory Merlin 102.
Lincoln Mk 31

Protiponorková a průzkumná námořní verze pro RAAF.
Avro 695 Lincolnian

Odvozená dopravní verze podobná letounu Avro Lancastrian.

## Dochované exempláře

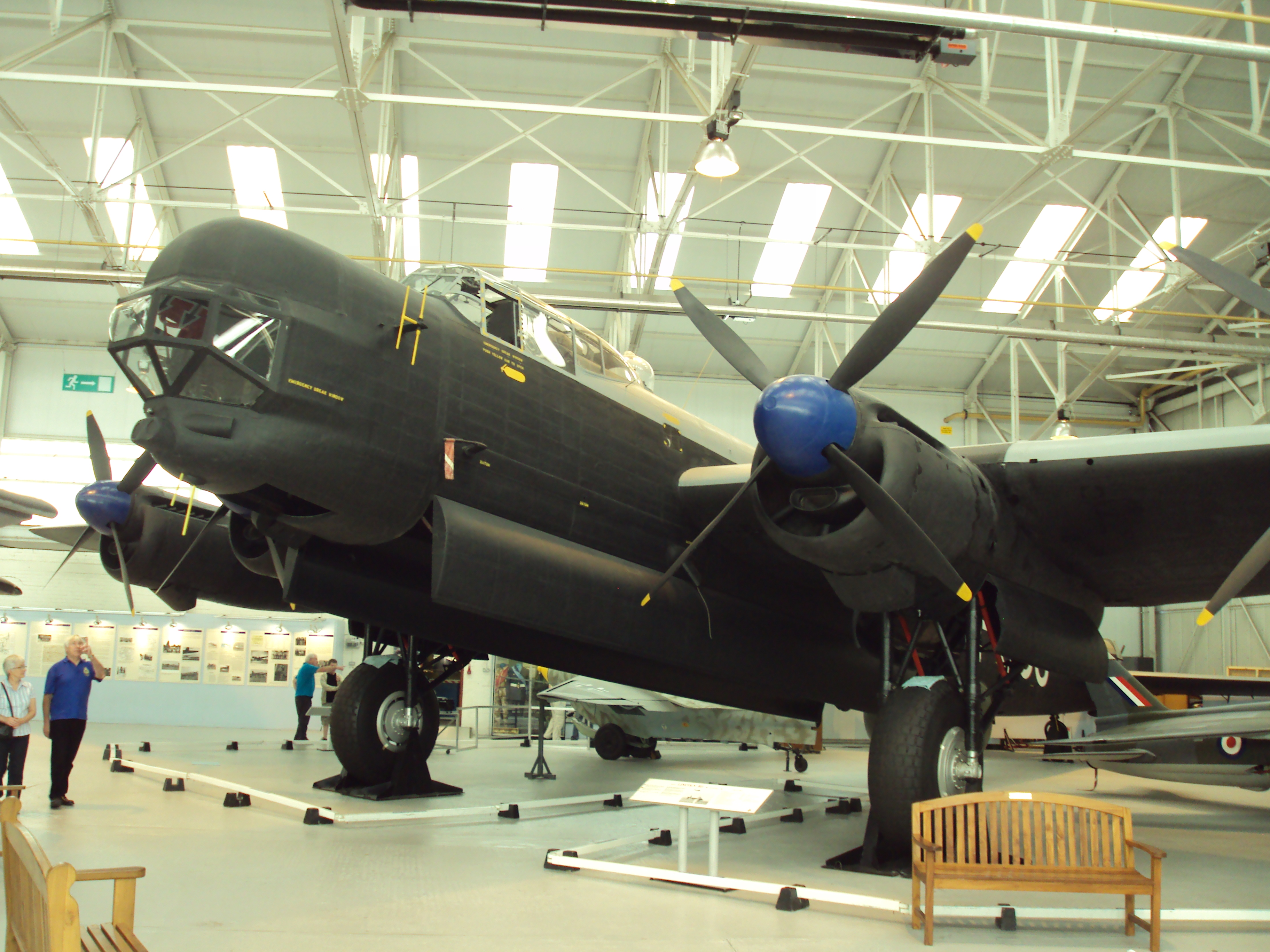
Avro Lincoln v muzeu RAF Cosford, Shropshire, Anglie.

Následující čtyři letouny byly zachovány:
Lincoln II B-004

Vystavený jako B-010 v National Museum of Aeronautics, Buenos Aires, Argentina.
Lincoln II B-016

U brány letecké základny Villa Reynolds, San Luis Province, Argentina
Lincoln II RF342

Ve skladu pro budoucí restaurování v Australian National Aviation Museum, Melbourne, Austrálie.
Lincoln II RF398

Vystavený v Royal Air Force Museum Cosford, Velká Británie.

## Specifikace (Lincoln I)
Údaje převzaty z „Aircraft of the Royal Air Force 1918–57“

### Technické údaje

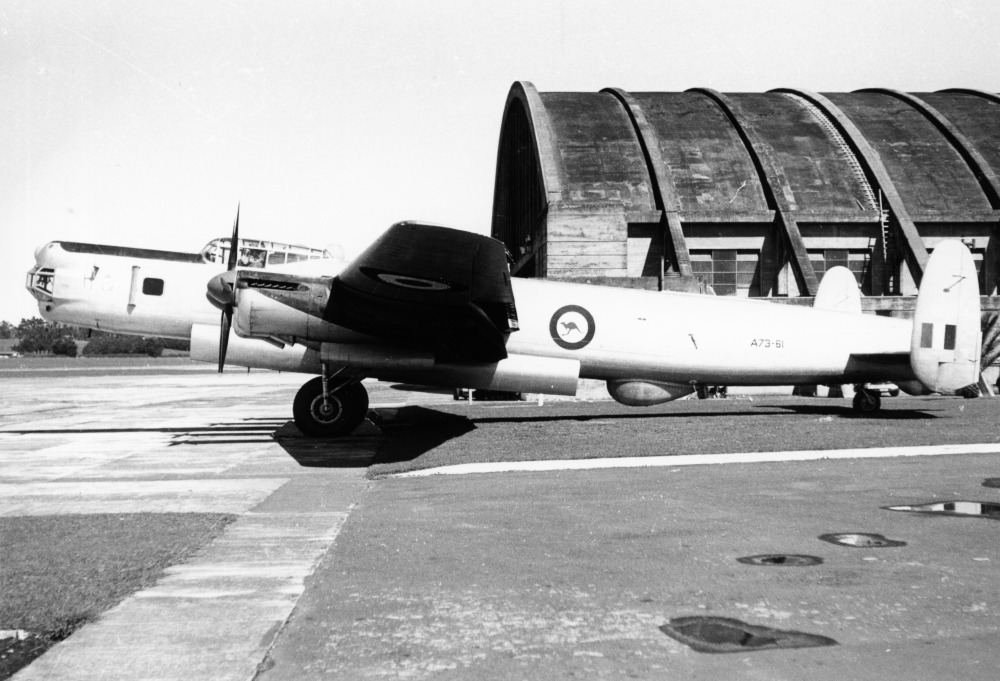
Avro Lincoln Mk.31 (A73-61)

- Osádka: 7 (pilot, palubní inženýr/druhý pilot, navigátor, radiotelegrafista, přední střelec/bombometčík, hřbetní a zadní střelec)
- Délka: 23,86 m
- Rozpětí křídel: 36,58 m
- Výška: 5,27 m
- Plocha křídla: 132,01 m²
- Prázdná hmotnost: 19 686 kg (43 400 lb)
- Hmotnost naloženého letounu: 34 100 kg (75 000 lb)
- Maximální vzletová hmotnost: 37 273 kg (82 000 lb)[19]
- Motory: 4× pístový motor Rolls-Royce Merlin 85 V, každý o výkonu 1 305 kW (1,750 hp)

### Výkony
- Maximální rychlost: 475 km/h (319 mph) ve výšce 5 640 m (18 800 ft)
- Cestovní rychlost: 346 km/h (215 mph) ve výšce 6 100 m (20 000 ft)
- Dolet: 4 720 km, v maximální nákladem bomb 2 370 km (viz pozn. níže)
- Praktický dostup: 9 295 m (30 500 ft)
- Stoupavost: 245 m/min (800 ft/min)

### Výzbroj
- 2 × .50 in (12,7 mm) kulomety Browning v přídi a v zádi letounu. Dvojice kulometů .50 in (12,7 mm) nebo dvojice kanónů Hispano ráže 20 mm ve hřbetní věži.
- Bomby: až 6 400 kg (14 000 lb) (běžné maximum. Výjimečně jedna speciální puma o hmotnosti 10 000 kg (22 000 lb).[20]

Poznámky k výkonům
Lincoln byl schopen následujícího doletu s nákladem 6 400 kg (14 000 lb) bomb:
- 4 506 km ve výšce 4 572 m (15 000 ft) rychlostí 322 km/h (200 mph)
- 3 605 km ve výšce 6 096 m (20 000 ft) rychlostí 419 km/h (260 mph).

Lincoln byl schopen následujícího doletu s nákladem 2 722 kg (6 000 lb) bomb:
- 6 437 km ve výšce 4 572 m (15 000 ft) rychlostí 322 km/h (200 mph)
- 5 520 km ve výšce 6 096 m (20 000 ft) rychlostí 419 km/h (260 mph)[21]

Použitím motorů Merlin 102 u RAAF byl Lincoln schopen odstartovat na vzdálenosti 876 m (2 874 ft) při maximální vzletové hmotnosti 37 273 kg (82,000 lb).

## Uživatelé
Argentina
- Argentinské letectvo

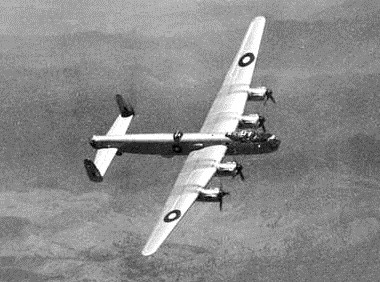
Avro Lincoln

  - I Grupo de Bombardeo of V Brigada Aerea.

 Austrálie
- Australské královské letectvo (RAAF) – 54 Lincolnů sloužilo u RAAF od roku 1946 do roku 1961.
  - 1. peruť RAAF
  - 2. peruť RAAF
  - 6. peruť RAAF
  - 10. peruť RAAF

 Kanada
- Kanadské královské letectvo (RCAF)
  - Tři letouny Avro Lincoln sloužily u RCAF od roku 1946 do roku 1948.

 Spojené království
- Royal Air Force (RAF)
  - 7. peruť RAF
  - 9. peruť RAF
  - 12. peruť RAF
  - 15. peruť RAF
  - 35. peruť RAF
  - 44. peruť RAF
  - 49. peruť RAF
  - 50. peruť RAF
  - 57. peruť RAF
  - 58. peruť RAF
  - 61. peruť RAF
  - 75. (novozélandská) peruť RAF
  - 83. peruť RAF
  - 90. peruť RAF
  - 97. peruť RAF
  - 100. peruť RAF
  - 101. peruť RAF
  - 115. peruť RAF
  - 116. peruť RAF
  - 138. peruť RAF
  - 148. peruť RAF
  - 149. peruť RAF
  - 151. peruť RAF
  - 192. peruť RAF
  - 199. peruť RAF
  - 207. peruť RAF
  - 214. peruť RAF
  - 527. peruť RAF
  - 617. peruť RAF
  - 1426. letka RAF

- Flight Refuelling Ltd (FRL) – používala několik přestavěných letounů jako tankovací letadla pro tankování za letu.